# Knežić
Knežić je majhen nenaseljen otok v Jadranskem morju, v Korčulskem otočju, v Pelješkem kanalu, in se nahaja približno 120 metrov severno od obale otoka Korčule, pred vzhodnim delom vasi Lubarde. Pripada Hrvaški.
Zajema površino 8010 m² in se dviga 4 metre nad morje.